# Pawel Walerjewitsch Durow

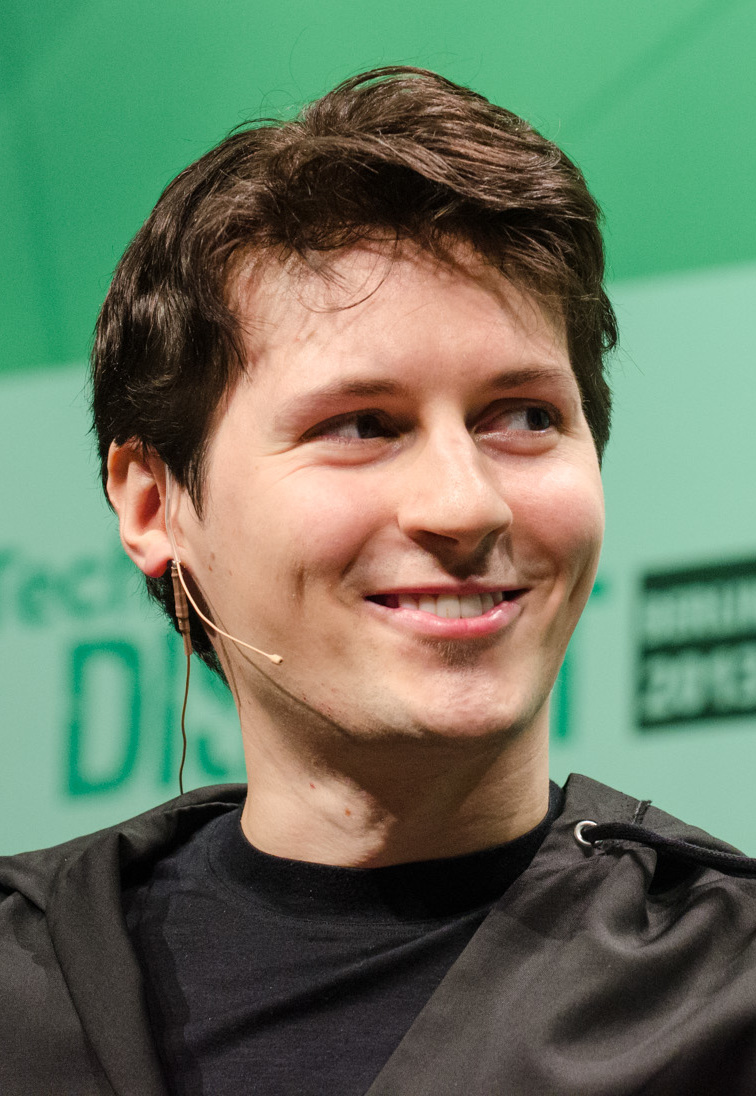
Pawel Durow (2013)

Pawel Walerjewitsch Durow (russisch Па́вел Вале́рьевич Ду́ров, wiss. Transliteration Pavel Valer'evič Durov, Eigenbenennung auch Paul Du Rove; * 10. Oktober 1984 in Leningrad, Sowjetunion) ist ein russischer Internetunternehmer. Er ist der Gründer von vk.com, einem sozialen Netzwerk, und dem Instant-Messaging-Dienst Telegram, die beide zu den beliebtesten Internetdiensten in Russland zählen, sowie von The Open Network.

## Leben
Durow verbrachte einen Großteil seiner frühen Jugend in Turin, wo sein Vater Waleri (Doktor der Philologie) beschäftigt war. Nach der Grundschule besuchte er in Sankt Petersburg das Akademische Gymnasium und studierte dort an der Staatlichen Universität. Zusammen mit seinem Bruder Nikolai Walerjewitsch Durow gründete er 2006 das Soziale Netzwerk Vkontakte, das heutige vk.com.
Als es im Jahr 2011 in Moskau und anderen Großstädten Russlands zu Protestmärschen gegen den Ausgang der Parlamentswahl kam, nutzten viele Demonstranten VK, um sich zu Kundgebungen zu verabreden. Der russische Geheimdienst FSB forderte Durow daraufhin auf, deren Gruppen zu schließen, was Durow aber verweigerte.
2012 spendete er eine Million US-Dollar an Wikipedia. Im Mai 2012 sorgte er für Aufsehen, als er zusammen mit Arbeitskollegen Papierflieger, gefaltet aus 5000-Rubel-Geldscheinen (im damaligen Wert von ca. 124 Euro), aus dem Fenster seines Unternehmens warf und dadurch einen Menschenauflauf verursachte. Weiter veröffentlichte er im selben Monat ein Manifest im russischen Magazin Afisha, in dem er 10 „Gebote“ für Russland niederschrieb, die es zum führenden Land des 21. Jahrhunderts machen sollen. 2013 veröffentlichte er eine Einladung an Edward Snowden, für ihn zu arbeiten. Im Sommer 2013 gründete er den Messenger-Dienst Telegram, mit dem er WhatsApp Konkurrenz machen wollte.
Im Januar 2014 verkaufte Durow seinen Geschäftsanteil an vk.com von 12 % an einen Partner des russischen Unternehmers Alischer Usmanow. Immer noch als Direktor von vk.com aktiv, geriet er in Konflikt mit der russischen Regierung: Diese forderte ihn auf, die Seite des Regierungskritikers Alexei Nawalny zu sperren und die dortige Planung der Proteste zu unterbinden. 
Durow weigerte sich, der Forderung nachzukommen, und veröffentlichte stattdessen die betreffenden Dokumente auf seinem VK-Profil. 
Anfang April 2014 trat er als Direktor von vk.com zurück und verließ das Unternehmen. Am 16. April 2014 wurden die Unternehmenszentrale im „Haus des Buches“ am Newski-Prospekt sowie seine Wohnung durchsucht und ein Server beschlagnahmt. 
Kurz darauf ging er ins Exil und gab an, keine Absicht zu haben, zurückzukehren. Tatsächlich soll Durow zwischen 2015 und 2021 jedoch mehr als 50 Mal nach Russland gereist sein.
2018 veröffentlichte er zusammen mit seinem Bruder Nikolai das Whitepaper zu The Open Network.
Durow wurde am 24. August 2024 bei der Einreise aus Aserbaidschan am Flughafen Le Bourget bei Paris festgenommen. Gegen ihn laufen in Frankreich Vorermittlungen wegen mangelnder Moderation von Telegram-Inhalten: Kriminelle Aktivitäten könnten auf der Plattform ungehindert aufgenommen und fortgesetzt werden. Untersucht wird Medienberichten zufolge zudem, ob er sich durch mangelnde Zusammenarbeit mit den Ordnungskräften des Drogenhandels, Betrugs und Vergehen im Zusammenhang mit Kindesmissbrauch mitschuldig gemacht hat. Nach vier Tagen wurde er gegen eine Kaution von fünf Millionen Euro unter Auflagen freigelassen. Bis zum Abschluss des Ermittlungsverfahrens darf er Frankreich nicht verlassen. Am 17. März 2025 wurde Durow erlaubt Frankreich zu verlassen, während das Ermittlungsverfahren in Frankreich weiterläuft.
Durow gab am 5. September 2024 sein erstes öffentliches Statement zu der Situation ab. Er versprach, Inhalte auf Telegram von nun an stärker zu moderieren. 
Der abrupte Anstieg der Nutzerzahl von Telegram auf 950 Millionen habe zu Wachstumsschmerzen geführt, die es Kriminellen erleichtert haben, Telegram zu missbrauchen.

## Rezeption, Vermögen und Staatsangehörigkeit
Durow gehörte 2017 zu den Young Global Leaders des Weltwirtschaftsforums. Bisweilen wurde er in Medien „russischer Mark Zuckerberg“ genannt; vk und Telegram gehörten 2024 zu den Internetdiensten mit der größten Reichweite in Russland. Die Zeitschrift Forbes schätzt sein Vermögen auf über 15,5 Milliarden US-Dollar (Stand August 2024). Damit nimmt er den Platz 12 der reichsten Franzosen ein.
Nach seinem Exil aus Russland erwarb er zunächst die Staatsbürgerschaft des Karibikstaates St. Kitts und Nevis (seit 2013); später erwarb er die Staatsbürgerschaft Frankreichs (seit 2021) und der Vereinigten Arabischen Emirate (seit 2021). Er sieht sich selbst als digitalen Nomaden. Er lebt seit 2017 in Dubai, wo auch der Sitz von Telegram ist.
Mitte Mai 2025 schrieb Durow, dass der Leiter des französischen Auslandsgeheimdienstes, Nicolas Lerner, aus Anlass der Wahlwiederholung der Präsidentschaftswahl in Rumänien ihn im Frühjahr 2025 gebeten habe, „konservative Stimmen in Rumänien im Vorfeld der Wahlen zu verbannen“. Das französische Außenministerium sowie der Auslandsnachrichtendienst DGSE wiesen die Anschuldigungen zurück.

## Privates
Durow ist unverheiratet. Laut eigenen Aussagen ist er als Samenspender der biologische Vater von mehr als 100 Kindern in einem Dutzend Ländern.